# Proceso estocástico

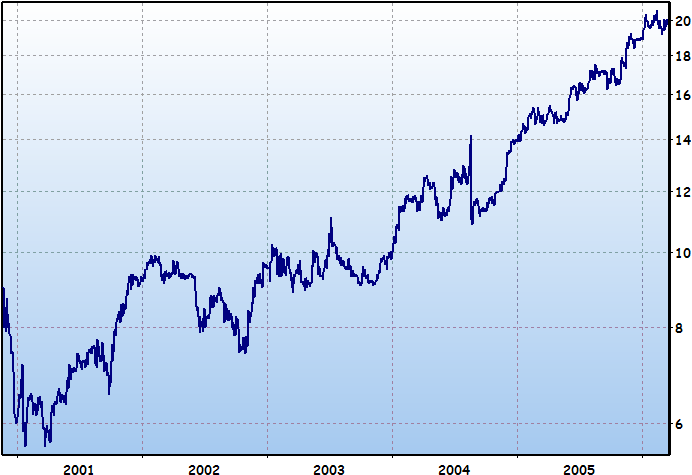
El índice de la bolsa es un ejemplo de proceso estocástico de tipo no estacionario.

En la teoría de la probabilidad, un proceso estocástico es un concepto matemático que sirve para representar magnitudes aleatorias que varían con el tiempo o para caracterizar una sucesión de variables aleatorias (estocásticas) que evolucionan en función de otra variable, generalmente el tiempo. Cada una de las variables aleatorias del proceso tiene su propia función de distribución de probabilidad y pueden o no estar correlacionadas entre sí.
Cada variable o conjunto de variables sometidas a influencias o efectos aleatorios constituye un proceso estocástico. Un proceso estocástico {\displaystyle X_{t}} puede entenderse como una familia uniparamétrica de variables aleatorias indexadas mediante el tiempo t. Los procesos estocásticos permiten tratar procesos dinámicos en los que hay cierta aleatoriedad.
Las aplicaciones y el estudio de los fenómenos han inspirado a su vez la propuesta de nuevos procesos estocásticos. 
Ejemplos de tales procesos estocásticos incluyen el proceso de Wiener o proceso de movimiento browniano, utilizado por Louis Bachelier para estudiar los cambios de precios en la Bolsa de París, y el proceso de Poisson, utilizado por A. K. Erlang para estudiar el número de llamadas telefónicas que se producen en un determinado periodo de tiempo. Estos dos procesos estocásticos se consideran los más importantes y centrales en la teoría de los procesos estocásticos, y fueron descubiertos repetida e independientemente, tanto antes como después de Bachelier y Erlang, en diferentes entornos y países.
El término función aleatoria también se utiliza para referirse a un proceso estocástico o aleatorio, porque un proceso estocástico también puede interpretarse como un elemento aleatorio en un espacio funcional. Los términos proceso estocástico y proceso aleatorio se utilizan indistintamente, a menudo sin un  espacio matemático específico para el conjunto que indexa las variables aleatorias. Pero a menudo estos dos términos se utilizan cuando las variables aleatorias están indexadas por los enteros o un intervalo de la recta real. Si las variables aleatorias están indexadas por el plano cartesiano o algún espacio euclidiano de dimensiones superiores, entonces la colección de variables aleatorias suele llamarse campo aleatorio. Los valores de un proceso estocástico no son siempre números y pueden ser vectores u otros objetos matemáticos.
Basándose en sus propiedades matemáticas, los procesos estocásticos pueden agruparse en varias categorías, que incluye camino aleatorio, martingalas, Cadena de Márkov, Proceso de Lévyes,  Proceso gaussiano, campos aleatorios, proceso de renovación, y proceso de ramificación. El estudio de los procesos estocásticos utiliza conocimientos matemáticos y técnicas de probabilidad, cálculo, álgebra lineal, teoría de conjuntos y topología así como ramas del análisis matemático como el análisis real, la  teoría de medidas, el análisis de Fourier y el análisis funcional. La teoría de los procesos estocásticos se considera una importante contribución a las matemáticas y sigue siendo un tema activo de investigación tanto por razones teóricas como por sus aplicaciones.

## Noción de proceso
Muchos campos utilizan observaciones en función del tiempo (o, más raramente, de una variable espacial). En los casos más sencillos, estas observaciones dan lugar a una curva bien definida. En realidad, desde las ciencias de la tierra hasta las humanidades, las observaciones suelen producirse de forma más o menos errática. Por lo tanto, la interpretación de estas observaciones está sujeta a una cierta incertidumbre, que puede reflejarse en el uso de probabilidades para representarlas.
Un proceso aleatorio generaliza la noción de variable aleatoria utilizada en probabilidad. Se define como una familia de variables aleatorias X(t) asociadas a todos los valores t ∈ T (a menudo tiempo).
Desde un punto de vista estadístico, consideramos todas las observaciones disponibles x(t) como una realización del proceso, lo que da lugar a ciertas dificultades. Un primer problema se refiere al hecho de que la duración sobre la que se construye el proceso es generalmente infinita, mientras que una realización abarca una duración finita. Por lo tanto, es imposible representar la realidad a la perfección. Una segunda dificultad, mucho más grave, es que, a diferencia del problema de las variables aleatorias, la información disponible sobre un proceso se reduce generalmente a una única realización.

## Tipos de procesos
Se suele distinguir entre procesos de tiempo discreto y continuo, con valores discretos y continuos.
Si el conjunto T es contable, se llama proceso discreto o serie temporal, si el conjunto es incontable se llama proceso continuo. La diferencia no es fundamental: en particular, la estacionariedad, la constancia de las propiedades estadísticas en función del tiempo, se define de la misma manera. Ni siquiera se trata de una diferencia práctica, ya que los cálculos sobre un proceso continuo se realizan mediante el muestreo de una realización del proceso. La diferencia está más bien en la actitud hacia el uso de una única realización.
Hay una diferencia algo más marcada entre los procesos de valor continuo y los procesos de recuento de valor discreto. Estos últimos sustituyen las integrales utilizadas por los primeros por sumas algebraicas. 

## Ejemplos
Los siguientes son ejemplos dentro del amplio grupo de las series temporales:
- señales de telecomunicación;
- señales biomédicas (electrocardiograma, encefalograma, etc.);
- señales sísmicas;
- el número de manchas solares año tras año;
- la evolución en el tiempo de las variables macroeconómicas de un paıs;
- la evolución de la población de un municipio año tras año;
- el tiempo de espera en la cola de cada uno de los usuarios que van llegando a una ventanilla;
- el clima, un gigantesco conjunto de procesos estocásticos interrelacionados (velocidad del viento, humedad del aire, etcétera) que evolucionan en el espacio y en el tiempo;
- los procesos estocásticos de orden mayor a uno, como el caso de una serie de tiempo de orden 2 y una correlación de cero con las demás observaciones.

### Casos especiales
- Proceso estacionario: Un proceso es estacionario en sentido estricto si la función de distribución conjunta de cualquier subconjunto de variables es constante respecto a un desplazamiento en el tiempo. Se dice que un proceso es estacionario en sentido amplio (o débilmente estacionario) cuando se verifica que:

1. La media teórica es independiente del tiempo, y
2. Las autocovarianzas de orden s solo vienen afectadas por el lapso de tiempo transcurrido entre los dos periodos y no dependen del tiempo.

- Proceso homogéneo: variables aleatorias independientes e idénticamente distribuidas. Son proceso donde el dominio tiene cierta simetría y las distribuciones de probabilidad finito-dimensionales tienen la misma simetría. Un caso especial incluye a los procesos estacionarios, también llamados procesos homogéneos en el tiempo.
- Proceso de Márkov: aquellos procesos discretos en que la evolución solo depende del estado actual y no de los anteriores.
- Procesos de tiempo discreto
  - Proceso de Bernoulli: son procesos discretos en los que el número de eventos viene dado por una distribución binomial.
  - Proceso de Galton-Watson: es un tipo de proceso de Markov con ramificación.
- Procesos de tiempo continuo:
  - Proceso de Gauss: proceso continuo en el que toda combinación lineal de variables es una variable de distribución normal.
  - Proceso de Márkov continuo
    - Proceso de Gauss-Márkov: son procesos, al mismo tiempo, de Gauss y de Márkov.
    - Proceso de Feller: son procesos estocásticos que toman valores sobre espacios de operadores de algún espacio funcional.
    - Proceso de Lévy: son procesos homogéneos de Markov de "tiempo continuo" que generalizan el paseo aleatorio que usualmente se define como de "tiempo discreto".
      - Proceso de Poisson: es caso particular de proceso de Lévy donde el tiempo transcurrido entre saltos sigue una distribución exponencial y, por tanto, el número de eventos en un intervalo viene dado por una distribución de Poisson.
      - Proceso de Wiener: el incremento de la variable entre dos instantes tiene una distribución gaussiana y, por tanto, además de un proceso de Lévy es un proceso de Gauss simultáneamente.

    - Proceso doblemente estocástico: es un tipo de modelo estocástico usado para modelar ciertas series temporales, en el que los parámetros que dan las distribuciones también varían aleatoriamente (de ahí el término de doblemente estocástico).
      - Proceso de Cox: es un proceso doblemente estocástico que generaliza el proceso de Poisson, donde el parámetro de intensidad varía aleatoriamente.

  - Proceso estocástico continuo: es un tipo de proceso estocástico de tiempo continuo en que las trayectorias son además caminos continuos.

## Definición matemática
Un proceso estocástico se puede definir equivalentemente de dos formas diferentes:
- Como un conjunto de realizaciones temporales y un índice aleatorio que selecciona una de ellas.
- Como un conjunto de variables aleatorias {\displaystyle X_{t}\,} indexadas por un índice {\displaystyle t\,}, dado que {\displaystyle t\in T\,}, con {\displaystyle T\subseteq \mathbb {R} \,}.

Un proceso se dice «de tiempo continuo» si {\displaystyle T\,} es un intervalo (usualmente este intervalo se toma como {\displaystyle [0,\infty )}) o de "tiempo discreto" si {\displaystyle T\,} es un conjunto numerable (solamente puede asumir determinados valores, usualmente se toma {\displaystyle T\subseteq \mathbb {N} }). Las variables aleatorias {\displaystyle X_{t}\,} toman valores en un conjunto que se denomina espacio probabilístico. Sea {\displaystyle (\Omega ,{\mathcal {B}},P)} un espacio probabilístico. En una muestra aleatoria de tamaño {\displaystyle n} se observa un suceso compuesto {\displaystyle E} formado por sucesos elementales {\displaystyle \omega }:

{\displaystyle E=\{\omega _{1},\omega _{2},...,\omega _{n}\}\subset \Omega \,}, de manera que {\displaystyle E\in B\,}.

El suceso compuesto es un subconjunto contenido en el espacio muestral y es un álgebra de Borel {\displaystyle B}. A cada suceso {\displaystyle \omega } le corresponde un valor de una variable aleatoria {\displaystyle V}, de manera que {\displaystyle V} es función de {\displaystyle \omega }:

{\displaystyle V=V(\omega );\qquad \omega \in \Omega ,\,-\infty <V<\infty }

El dominio de esta función o sea el campo de variabilidad del suceso elemental, es el espacio muestral, y su recorrido, o sea el de la variable aleatoria, es el campo de los números reales. Se llama proceso aleatorio al valor en {\displaystyle (A,{\mathcal {A}})} de un elemento {\displaystyle X=(\Omega ,{\mathcal {B}},(X_{t})_{t\geq 0},P)}, donde para todo {\displaystyle t\in \mathbb {R} ,X_{t}\,} es una variable aleatoria del valor en {\displaystyle (A,{\mathcal {A}})}.
Si se observa el suceso {\displaystyle \omega } en un momento {\displaystyle t} de tiempo:
{\displaystyle V=V(\omega ,t),\qquad \omega \in \Omega ,t\in T,-\infty <V<\infty }.
{\displaystyle V} define así un proceso estocástico.
Si {\displaystyle ({\mathcal {B}}_{t})_{t}\,} es una filtración, se llama proceso aleatorio adaptado, al valor en {\displaystyle (A,{\mathcal {A}})}, de un elemento {\displaystyle X=(\omega ,{\mathcal {B}},{\mathcal {B}}_{t},(X_{t})_{t},P)}, donde {\displaystyle X_{t}\,} es una variable aleatoria {\displaystyle {\mathcal {B}}_{t}} -medible del valor en {\displaystyle (A,{\mathcal {A}})}. La función {\displaystyle \mathbb {R} \rightarrow A\ :\ t\mapsto X_{t}(\omega )} se llama la trayectoria asociada al suceso {\displaystyle \omega \,}.